# پیتزو تاندا
پیتزو تاندا (به لاتین: Pizzo Taneda) یک کوه در سوئیس است که در کانتون تیچینو واقع شده‌است. پیتزو تاندا ۲٬۶۶۷ متر بالاتر از سطح دریا واقع شده‌است.